# Hyloscirtus platydactylus
Hyloscirtus platydactylus es una especie de anfibios de la familia Hylidae.
Habita en Colombia y Venezuela.
Sus hábitats naturales incluyen montanos secos, ríos y zonas previamente boscosas ahora muy degradadas.
Está amenazada de extinción por la destrucción de su hábitat natural.